# Markku Rummukainen
Markku Tapio Rummukainen, född 17 december 1966 i Åbo, är en finländsk meteorolog som är verksam som professor i klimatologi vid Lunds universitet.

## Biografi
Rummukainen studerade vid Helsingfors universitet, där han också tog doktorsexamen 1997. Hans doktorsavhandling handlade om global modellering av den mellersta atmosfären, på 10–80 km höjd, och han utförde forskningen vid Meteorologiska institutet i Finland, där han också forskade kring ozonskiktet.
Från 1997 var Rummukainen verksam vid Rossby Centre vid svenska SMHI. 2011 utsågs han till professor i klimatologi med inriktning mot regional klimatmodellering vid Lunds universitet. 2016–2018 var Rummukainen huvudsekreterare på forskningsrådet Formas.
Rummukainen är klimatrådgivare vid Sveriges nationella kontaktpunkt för Förenta nationernas klimatpanel IPCC vid SMHI. Han var också medlem i Klimatpolitiska rådet 2017–2022.